# Ciudad de Tlatlauquitepec
Ciudad de Tlatlauquitepec är en ort i Mexiko.   Den ligger i kommunen Tlatlauquitepec och delstaten Puebla, i den sydöstra delen av landet, 180 km öster om huvudstaden Mexico City. Ciudad de Tlatlauquitepec ligger 1 904 meter över havet och antalet invånare är 9 047.
Terrängen runt Ciudad de Tlatlauquitepec är lite bergig. Runt Ciudad de Tlatlauquitepec är det ganska tätbefolkat, med 199 invånare per kvadratkilometer. Närmaste större samhälle är Teziutlan, 14,7 km öster om Ciudad de Tlatlauquitepec. I omgivningarna runt Ciudad de Tlatlauquitepec växer huvudsakligen savannskog.